# Колесниковка
Коле́сниковка (каз. Колесниковка) — село у складі Айиртауського району Північноказахстанської області Казахстану. Входить до складу Єлецького сільського округу.
Населення — 62 особи (2021; 73 у 2009, 146 у 1999, 168 у 1989).
Національний склад станом на 1989 рік:
- росіяни — 59 %
- німці — 28 %.